# 亞齊蘇丹國
亞齊蘇丹國（Sultanate of Aceh）是16至17世紀在今天印尼蘇門答臘亞齊的強權，首都哥打拉贾（Kutaraja，今日之班達亞齊）。亚齐人的族源为占族，在占城被越南灭亡后部分占族逃离到东南亚各地，亚齐就是其中一个重要的地点。
亞齊蘇丹國在其最盛之時，成為馬來半島上的柔佛蘇丹國與葡屬馬六甲的強敵，三者間持續地搶奪馬六甲海峽的控制權，以及胡椒與錫的出口。除了強大的軍事實力外，亞齊蘇丹國的宮廷也曾為伊斯蘭學術與貿易的重要中心。

## 亞齊戰爭
1873年3月26日荷蘭殖民政府與亞齊蘇丹國宣戰，至1904年亞齊全境為荷蘭所控制，成為最後一個被打败的蘇丹國。
19世纪以来，英、荷殖民势力为控制马六甲海峡在亚齐角逐。
1871年英、荷双方签约，荷兰承认英国在荷属东印度群岛有平等贸易的权利，英国声明认可荷兰有权在苏门达腊“自由行动”。
1873年3月，荷兰派战舰入侵亚齐，挑起亚齐战争。翌年1月，荷军占领首都大亚齐和王宫，亚齐蘇丹马哈茂德被迫撤往山区，不久病故。
1874年初，荷兰宣布兼并亚齐。亚齐地方封建主拥立新的蘇丹，领导亚齐人民继续开展抗荷斗争。
1881年，荷兰殖民政府宣布亚齐战争已经结束，但实际上荷兰军队仅控制交通干线，亚齐战争处于相持阶段，荷兰殖民者已耗费上亿盾的军费。
80年代后，亚齐著名的伊斯兰教领袖特库·奥马尔和滕库·芝克·迪·蒂罗等，先后以保卫伊斯兰教，赶出入侵的异教徒为号召，领导亚齐人民掀起抗荷斗争的新高潮，发动大规模的抗荷“圣战”，采取游击战术，给荷兰殖民军以沉重打击。
1894年后，荷兰殖民者在政治上拉拢世俗的封建王公贵族，宣布保留他們的继承权和原有称号，以孤立及打击伊斯兰教领袖。在军事上采取固守防线，调集重兵，全面讨伐，抗荷起义军的力量遭到很大削弱。
1899年奥马尔在战斗中牺牲，反抗斗争转入低潮。1903年，亚齐蘇丹被捕，被迫接受荷兰的统治，一些抗荷首领也陆续投降，亚齐人民大规模的抗荷斗争停止，荷兰殖民政府再次宣布亚齐主权归属荷兰。
1904年，亚齐人民抗荷游击战争再度兴起，分散的游击战争一直坚持到1912年。